# Максимовский сельсовет (Стерлитамакский район)
Максимовский сельсовет — муниципальное образование в Стерлитамакском районе Башкортостана.
Административный центр — деревня Максимовка.

## История
Согласно Закону о границах, статусе и административных центрах муниципальных образований в Республике Башкортостан имеет статус сельского поселения.

## Население
| 2002 | 2009  | 2010  | 2012 | 2013 | 2014 | 2015 |
| ---- | ----- | ----- | ---- | ---- | ---- | ---- |
| 1108 | ↗1133 | ↘1004 | ↘970 | ↘966 | ↘943 | ↘929 |
| 2016 | 2017  | 2018  |      |      |      |      |
| ↘916 | ↗920  | ↘888  |      |      |      |      |

## Состав сельского поселения
| № | Населённый пункт | Тип населённого пункта          | Население |
| - | ---------------- | ------------------------------- | --------- |
| 1 | Максимовка       | деревня, административный центр | ↘293      |
| 2 | Бугуруслановка   | деревня                         | ↘233      |
| 3 | Алга             | деревня                         | ↘206      |
| 4 | Саратовка        | деревня                         | ↘148      |
| 5 | Петровка         | деревня                         | ↘61       |
| 6 | Латыповка        | деревня                         | ↘57       |
| 7 | Яблуновка        | деревня                         | ↘6        |